# Dorothy Hill

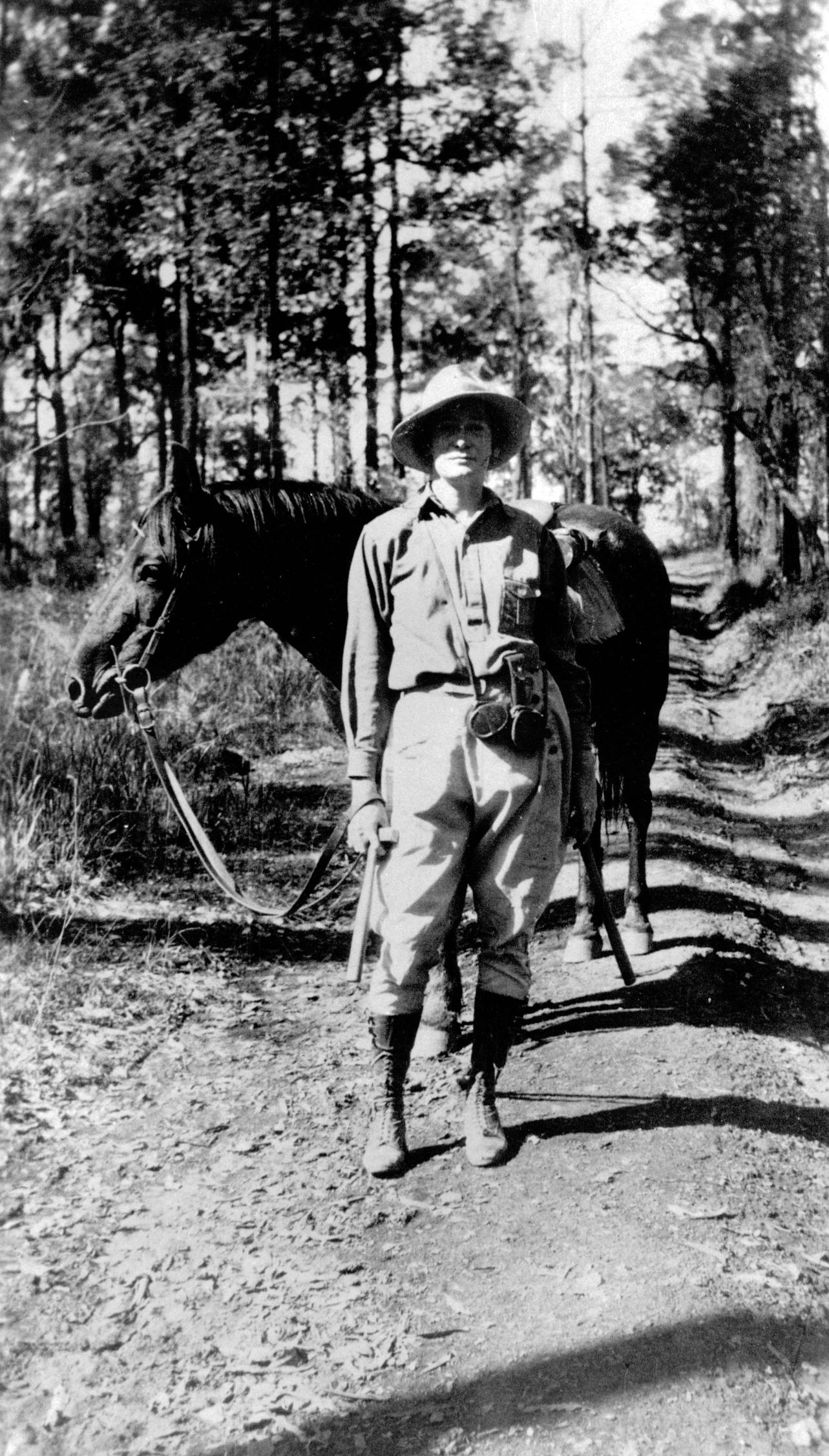
Dorothy Hill mit Pferd auf einer geologischen Exkursion (1930)

Dorothy Hill (* 10. September 1907 in Brisbane; † 23. April 1997 ebenda) war eine australische Geologin und Paläontologin, die erste weibliche Professorin an einer australischen Universität und die erste weibliche Präsidentin der Australian Academy of Science.

## Ausbildung

### Schulzeit
Dorothy Hill wurde in Taringa, einem Vorort der Stadt Brisbane, als drittes von sieben Kindern geboren und wuchs in Coorparoo auf, einem weiteren Vorort von Brisbane. Sie besuchte erst die Coorparoo State School und erlangte dann ein Stipendium, mit dem sie die Brisbane Girls Grammar School besuchen konnte. Für ihre Leistungen an dieser Schule erhielt sie 1924 die Lady Lilley Gold Medal sowie den Phyllis Hobbs Memorial Prize in den Fächern Englisch und Geschichte.
Hill war eine begeisterte Sportlerin, die an der High School Leichtathletik betrieb und zu Hause eine versierte Reiterin war. An der University of Queensland übte sie Hürdenlauf, Laufen, Hockey und Rudern aus. Sie spielte in den Hockeyteams der University of Queensland (UQ), des Staates Queensland sowie der australischen Universitäten. Während ihres Studiums an der Universität Cambridge machte sie einen Pilotenschein.

### Studium in Brisbane
Nach der High School erwog sie, Medizin zu studieren und in der medizinischen Forschung tätig zu werden. Allerdings bot die University of Queensland in Brisbane zu dieser Zeit kein Medizinstudium an, und die Familie Hill konnte es sich nicht leisten, Dorothy nach Sydney zu schicken. Glücklicherweise gewann sie jedoch 1924 eines von zwanzig Aufnahmestipendien für die Universität von Queensland, wo sie sich für ein Studium der Naturwissenschaften, insbesondere der Chemie, entschied. Sie wählte Geologie als Wahlfach und schloss 1928 unter der Leitung von Professor Henry Caselli Richards (1884–1947) mit einem First Class Honours Degree in Geologie und der Goldmedaille der Universität für herausragende Verdienste ab.
Hill setzte ihre Arbeit als Stipendiatin der Universität Queensland in den Jahren 1929–30 fort, während sie ihren Master of Science machte und in der Somerset Region über die Schichtenfolge der Schiefer in der Stadt Esk sowie der Sedimente im Ipswich-Becken forschte. Nach einem Urlaub in der Kleinstadt Mundubbera, wo sie die Fossilien im örtlichen Kalkstein kennengelernt hatte, begann sie, selbst Fossilien zu sammeln.

### Studium in Cambridge

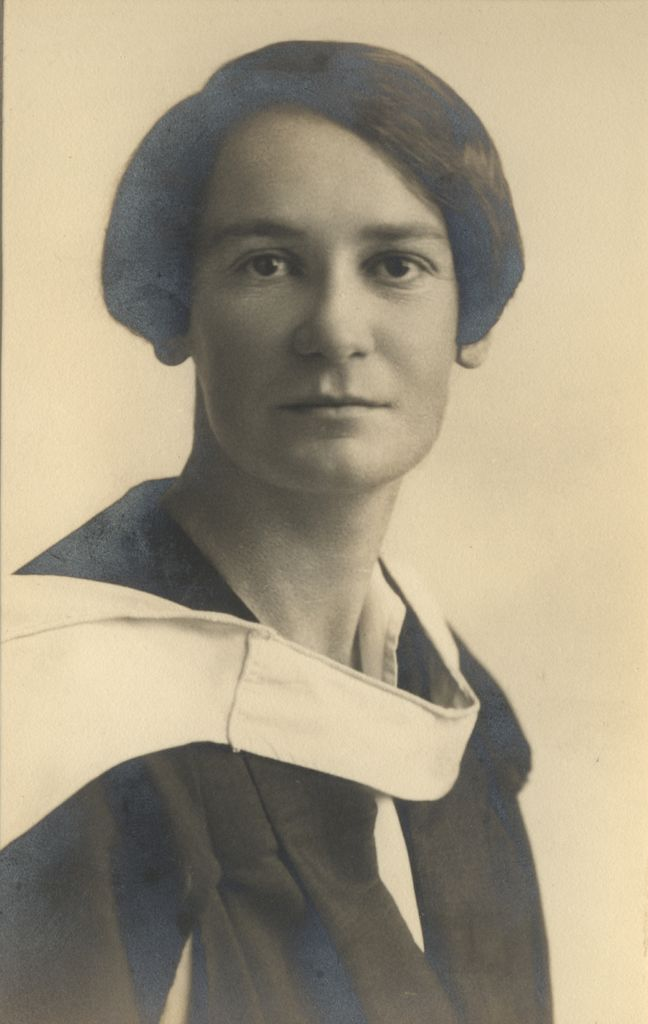
Porträt von Dorothy Hill im Talar

Als am Ende der 1920er Jahre die Weltwirtschaftskrise einsetzte, wurde sie von Professor Richards für ein Reisestipendium der UQ Foundation vorgeschlagen, um am Sedgwick Museum of Earth Sciences am Newnham College der University of Cambridge zu studieren. In Cambridge arbeitete Hill von 1931 bis 1933 unter Betreuung der Geologin Gertrude Elles an ihrer Doktorarbeit.
Hill erforschte die Theorie, dass Australien einst von Norden nach Süden von einem Binnenmeer bedeckt gewesen war, was durch die fossilen Korallen, die sie in Mundubbera gefunden hatte, belegt wurde. Sie erhielt ein weiteres Stipendium, das es ihr ermöglichte, bis 1936 in England zu bleiben. Eine Reihe weiterer australischer Studenten war in dieser Zeit mit ihr am Newnham College, darunter Elizabeth "Betty" Ripper (1909–2004), die auch Paläontologie studierte, und Germaine Joplin (1903–1989). Hill arbeitete am Natural History Museum in London mit den Geologen William Dickson Lang (1878–1966) und Stanley Smith (1883–1955) an der Klassifikation der Korallen des Paläozoikums. Nach ihrer Rückkehr nach Australien setzte Hill ihr Studium an der University of Queensland fort und promovierte 1942 zum Doctor of Science.

## Frühe Karriere
Hill blieb sieben Jahre lang in England und veröffentlichte mehrere wichtige Arbeiten, in denen sie die Terminologie zur Beschreibung von Rugosa-Korallen systematisierte und deren Struktur und Morphologie beschrieb. Als Hill nach Australien zurückkehrte, übernahm sie die gewaltige Aufgabe, die Kalkstein-Korallenfaunen Australiens zu datieren. Dies nutzte sie, um über die Fossilien eine weitreichende Bestimmung von Gesteinsschichten abzuleiten und dann Arbeiten über die Korallenfaunen aller Staaten außer Südaustralien zu verfassen, einige davon zusammen mit Walter Heywood Bryan (1891–1966). Ihre Arbeiten über Korallen wurden zum weltweiten Standard.
Von 1937 bis 1942 erhielt Hill ein Stipendium des Council for Scientific and Industrial Research (CSIR) und arbeitete als wissenschaftliche Mitarbeiterin an der University of Queensland. Im Jahr 1939 war Hill an der geologische Landesaufnahme von Queensland beteiligt, arbeitete als Beraterin für die Shell Corporation und war Vorsitzende der Royal Society of Queensland. Vor dem Ausbruch des Zweiten Weltkriegs leitete sie geologische Exkursionen rund um die Moreton Bay an der Ostküste Australiens und untersuchte mit dem Great Barrier Reef Committee die ersten Bohrkerne des Great Barrier Reefs. 1940 gewann sie als erste Queenslanderin und erst neunte Australierin den Lyell Fund Award für ihre Arbeit über Korallen.

## Zweiter Weltkrieg
Während des Zweiten Weltkriegs trat Hill in den Women’s Royal Australian Naval Service, den weiblichen Zweig der Royal Australian Navy, ein und diente im Marinebüro in Brisbane. Sie arbeitete in dieser Zeit 80–90 Stunden pro Woche an ihrer Korallenforschung sowie an der Chiffrierung und Codierung von Transportaufträgen in der Division von General Douglas MacArthur. Sie stieg zum 2. Operationsoffizier in der Division auf und diente auch im Planungsausschuss für die Demobilisierung der Frauendienste nach dem Krieg.

## Spätere Karriere

### Great Barrier Reef Committee

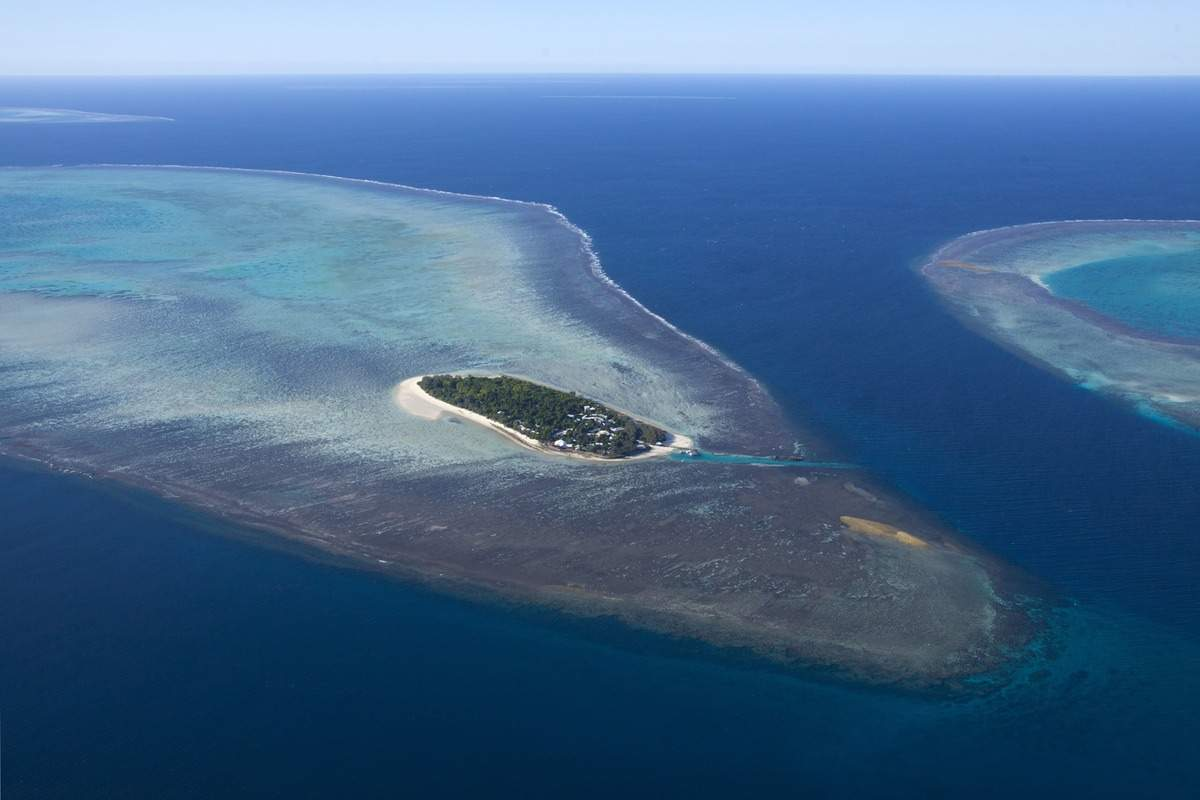
Forschungsstation der UQ auf Heron Island

Von 1946 bis 1955 fungierte Hill als dritte Vorsitzende des Great Barrier Reef Committee. Sie war maßgeblich am Aufbau einer Meeresforschungsstation auf Heron Island im Great Barrier Reef Marine Park beteiligt, ihre Arbeiten umfassten die Beschaffung von Geld, den Transport von Materialien und sogar den Bau von Objekten für die Einrichtung, wie zum Beispiel Wassertanks. Sie bemühte sich um Zuschüsse von der Rockefeller-Stiftung und dem Australischen Forschungsförderungsausschuss, die sie dazu verwendete, die Laboreinrichtungen zu verbessern und Unterkünfte für Besucher zu schaffen. Hill wurde 1946 zur ordentlichen Dozentin an der UQ ernannt. Im Jahr 1952 wurde sie zum Senior Lecturer, bevor sie 1956 Chief Lecturer, 1958 Reader in Geologie und 1959 Forschungsprofessorin wurde. 1960 wurde sie schließlich ordentliche Professorin.
Im Jahr 1952 besuchte der Paläontologe John W. Wells von der Cornell University als Fulbright Fellow die University of Queensland, er war ebenfalls eine weltweite Autorität für Hohltiere (Coelenterata). Gemeinsam schrieben sie den Abschnitt über Korallen im Treatise on Invertebrate Paleontology (1956), einer Abhandlung über die Paläontologie der Wirbellosen, die auch heute noch aktualisiert wird. Hill schrieb 1972 einen zweiten Band der Abhandlung über Archaeocyathiden.

### Wissenschaftliche Gesellschaften
Seit 1947 war Dorothy Hill Präsidentin der Royal Society of Queensland. Im Jahr 1952 wurde sie Vorsitzende der Geological Society of Australia, Queensland Division. 1956 wurde Hill als erste Frau zum Fellow der Australian Academy of Science. Von 1958 bis 1964 war sie Herausgeberin des Journal of the Geological Society of Australia. 1964 wurde Hill mit der Lyell-Medaille für wissenschaftliche Forschung ausgezeichnet und wurde als erste Australierin Fellow der Royal Society (of London). 1968 gründete sie die Association of Australasian Palaeontologists. Hill war Mitglied in den Komitees der Australian Academy of Science und wurde 1969 deren Vizepräsidentin sowie 1970, nach dem Tod von David Forbes Martyn (1906–1970), die erste weibliche Präsidentin. Am Ende ihrer Amtszeit stellte sie sich nicht zur Wiederwahl. In den späten 1960er und frühen 1970er Jahren setzte sie sich für die Förderung von Frauen in der Wissenschaft ein und drängte auf eine Kampagne, die sich an Eltern richtete.

### Leitung der University of Queensland
Im Jahr 1971 wurde Hill als erste Frau Präsidentin des Professorenkollegiums der University of Queensland. In ihrem Interview mit John Cole für seine Geschichte der Universität im Jahr 1980 gab sie an:

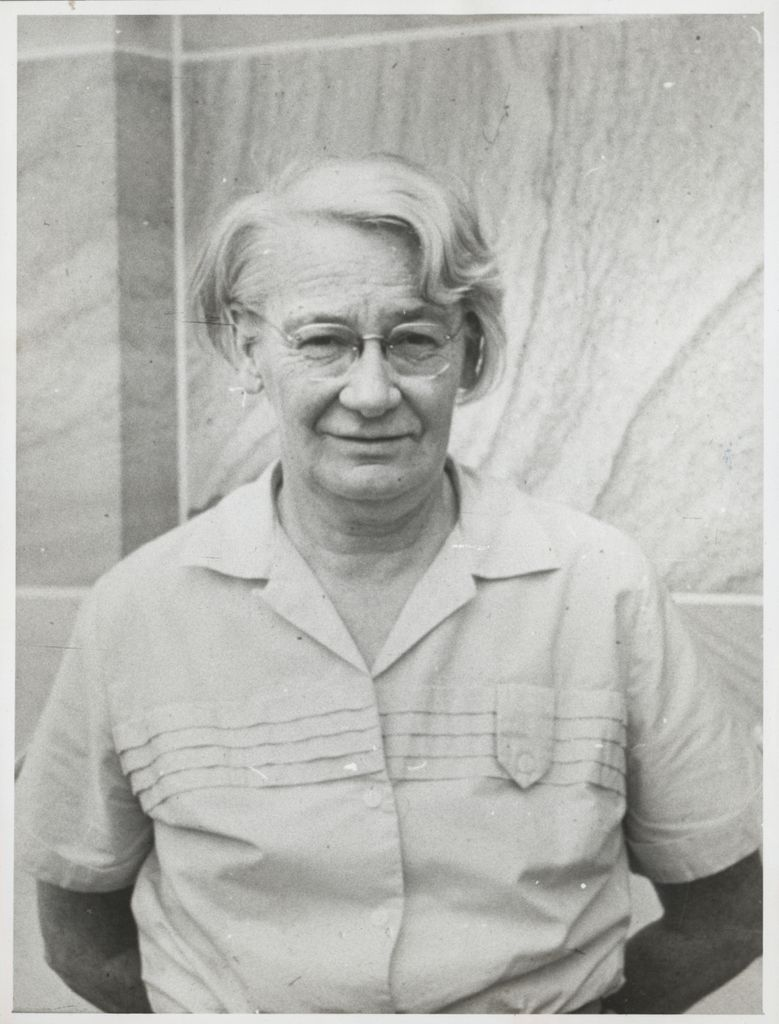
Dorothy Hill an der University of Queensland

“It seemed to me that having been considered incapable of administration when the Head of the Department (became available), knowing I would have made a success of it...here's a chance anyhow to prove that women can administer and research people can administer and in two capacities I could prove (myself)...I couldn't really see why a woman couldn't run a university.”

„Es schien mir, dass ich, nachdem ich als unfähig für die Verwaltung angesehen wurde, als die Stelle des Abteilungsleiters (frei wurde), wusste, dass ich einen Erfolg daraus gemacht hätte... hier ist auf jeden Fall eine Chance zu beweisen, dass Frauen verwalten können und Forschungsleute verwalten können und ich konnte mich in zwei Kapazitäten beweisen... Ich konnte nicht wirklich sehen, warum eine Frau nicht eine Universität leiten könnte.“

### Zurück in der Forschung
Ende 1972 zog sie sich von der Universität zurück, um jüngeren Akademikern die Verwaltung zu überlassen und sich wieder der Forschung zu widmen. Zu ihren Ehren wurde der Dorothy Hill Lehrstuhl für Paläontologie und Stratigraphie eingerichtet. In Anerkennung ihrer Zeit am Lehrstuhl wurde ihr 1974 die Ehrendoktorwürde der Universität verliehen. Auch lange nach ihrer offiziellen Pensionierung, bis etwa 1987, kam sie weiterhin an die Universität, um zu forschen. Insgesamt veröffentlichte sie über 100 Forschungspublikationen in australischen und internationalen Fachzeitschriften und Büchern. Im Jahr 1978 vollendete Hill die umfassende Bibliography and Index of Australian Paleozoic Coral.
Hill hatte klare Vorstellungen über den Wert einer Bibliothek für eine Universität. Ihre Erfahrung mit dem großen Nutzen, den die Bibliotheken der University of Cambridge ihren Akademikern boten, und der schlechte Zustand der Bibliothek der University of Queensland bis 1949 führten zur Entwicklung der Bibliothek der Geologieabteilung an der University of Queensland. Die Geologie-Bibliothek wurde 1997 mit der Bibliothek für Natur- und Ingenieurwissenschaften der Universität zusammengelegt, die nun Hills Namen trägt.
Dorothy Hill starb im Jahr 1997. Nach ihrem Tod wurden achtzig Kisten mit ihren Papieren der University of Queensland Fryer Library geschenkt. Eine Online-Ausstellung über ihr Leben und der Zugang zu ausgewählten beruflichen Papieren ist über die Bibliothek der University of Queensland zugänglich. Ihre beachtliche geologische Sammlung, bestehend aus Tausenden von dünnen Gesteinsschnitten auf Glasdias, befindet sich im Geologiemuseum der University of Queensland und in Museen auf der ganzen Welt. Nach ihr wurden die Acanthastrea hillae, Australomya hillae, Filiconcha hillae, Reticulofenestra hillae, Striatopora? hillae, Yacutiopora hillae und Mesoplica? hillae benannt.

## Nachwirkungen
Dorothy Hill leistete bedeutende Beiträge zur australischen Geowissenschaft und war ein entscheidendes Vorbild, indem sie Frauen eine ganz neue Welt der Bildung eröffnete. Sie war Mentorin vieler Studenten, die später auf dem Gebiet der Geowissenschaften sehr erfolgreich waren, darunter Ken Campbell und Graham Maxwell. Der Historiker Malcolm Thomis bezeichnete Hill in seiner Geschichte der University of Queensland als die „herausragendste Absolventin in den ersten 75 Jahren der Universität“. Im Great Court der University of Queensland steht eine steinerne Figur, die 1982 von dem Bildhauer Rhyl Hinwood nach ihrem Abbild geschnitzt wurde. An der Brisbane Girls Grammar School steht ebenfalls eine Büste von Hill, die von Rhyl Hinwood geschaffen wurde. Die Coorparoo State School benannte 2015 einen Teil ihrer Schule nach Hill.
1997 wurde die Bibliothek für Natur- und Ingenieurwissenschaften der University of Queensland ihr zu Ehren in Dorothy Hill Physical Sciences and Engineering Library umbenannt.
Seit 2002 vergibt die Australian Academy of Science den Dorothy Hill Award für Forscherinnen in den Geowissenschaften. Die Queensland Division der Geological Society of Australia vergibt eine Dorothy Hill Medal an Personen, die signifikante Beiträge zur Förderung des Wissens über die Geologie von Queensland geleistet haben.
Im Jahr 2014 benannte die School of Earth Sciences der University of Queensland ihr Forschungsschiff RV D Hill, um ihr Vermächtnis für die Erforschung fossiler Korallen zu ehren.
Im Jahr 2016 fanden Gilbert Price und seine Kollegen an der University of Queensland School of Earth Sciences Hills Gesteinshammer und erstellten ein 3D-Modell davon für eine Ausstellung, um ihr Leben zu feiern. Gilbert Price fügte das 3D-Bild in einen Artikel über Hill und ihren Hammer ein.
Der Wahlbezirk Hill, der bei der Neuverteilung der Wahlen im Bundesstaat Queensland 2017 geschaffen wurde, wurde in Anerkennung ihrer Arbeit für das Great Barrier Reef nach ihr benannt.
Anlässlich der Commonwealth Games 2018 in der australischen Stadt Gold Coast wurde ihr zu Ehren in Gold Coast eine Straße benannt.
Auf dem Campus der Brisbane Girls Grammar School wurde ein astronomisches Observatorium nach Hill benannt.
Dorothy Hill war das Thema eines Google Doodle am 10. September 2018, dem 111. Jahrestag ihrer Geburt.

## Auszeichnungen
- 1932: Old Students' Research Fellowship des Newnham College, Cambridge
- 1934: Daniel Pidgeon Fund, Geologische Gesellschaft von London
- 1935: 1851 Forschungsstipendium, Senior Studentship, Newnham College, Cambridge[40]
- 1940: Lyell Geological Fund Auszeichnung
- 1956: Fellow of the Australian Academy of Science (erste Frau)
- 1965: Fellow of the Royal Society (of London) (mit Lyell-Medaille) (erste Australierin)[41]
- 1966: Clarke-Medaille der Royal Society of New South Wales
- 1967: Mueller-Medaille der Australian and New Zealand Association for the Advancement of Science (ANZAAS)
- 1967: Bancroft-Medaille von der Australischen Medizinischen Vereinigung, Zweigstelle Queensland
- 1970: Präsidentin der Australian Academy of Science (erste Frau)
- 1971: Commander of the Order of the British Empire, für Verdienste um Geologie und Paläontologie
- 1972: Queenslander of the Year (Auszeichnung der National Party of Queensland)
- 1974: Ehrendoktorwürde der Rechtswissenschaften für ihre Arbeit in der Universitätsverwaltung, The University of Queensland[42]
- 1977: Queen Elizabeth II Silver Jubilee Medal[43]
- 1983: ANZAAS-Medaille
- 1981: W.R. Browne Medaille[1]
- 1993: A.C. (Companion of the Order of Australia) von der australischen Regierung[1]

## Publikationen (Auswahl)
- Dorothy Hill: British Terminology for Rugose Corals. 1935 (englisch).
- Dorothy Hill, Heather Leed: Paleozoic corals from New Zealand. Hrsg.: Dept. of Scientific and Industrial Research, New Zealand Geological Survey. Wellington, N.Z. 1956 (englisch).
- Dorothy Hill: Contributions to Canadian Palaeontology. Ministere des Mines et des Releves Techniques, 1961 (englisch).
- Dorothy Hill, W. G. H. Maxwell: Elements of the Stratigraphy of Queensland. University of Queensland Press, 1962, ISBN 0-7022-0037-9 (englisch).
- Dorothy Hill, J.T. Woods: Carboniferous Fossils of Queensland. 1964 (englisch).
- Dorothy Hill: Archaeocyatha from Antarctica and a review of the phylum. Band 3. Trans-Antarctic Expedition Committee, 1965 (englisch).
- Dorothy Hill, G. Playford, J.T. Woods: Cretaceous Fossils of Queensland. 1968 (englisch).

Dorothy Hill veröffentlichte zwischen 1930 und 1987 eine große Zahl wissenschaftlicher Beiträge in verschiedenen Fachzeitschriften und Büchern. Sie war auch Autorin mehrerer Artikel wie beispielsweise Great Barrier Reef und Coral islands, coral reefs and atolls (Koralleninseln, Korallenriffs und Atolle) in der Encyclopædia Britannica von 1974. Eine vollständige Bibliographie ist bei der Australian Academy of Science zu finden.